# Fate largo ai moschettieri!
Fate largo ai moschettieri! (Les trois Mousquetaires) è un film del 1953 diretto da André Hunebelle, basato sul romanzo I tre moschettieri di Alexandre Dumas.

## Trama
Un giovane cavaliere di nome d'Artagnan lascia la natia Guascogna per recarsi alla corte parigina di Luigi XIII col fine di dimostrare le sue eccellenti abilità da schermidore e diventare un moschettiere.

## Produzione
Il film è stato girato negli stabilimenti di Saint-Maurice; alcune scene sono girate nel castello di Fontainebleau e nella foresta di Fontainebleau. Nel 1966 Hunebelle tornerà a Fontainebleau per girare Fantomas contro Scotland Yard.

## Critica
(Leo Pestelli, La Stampa, 9 maggio 1954)